# Serafin (Ostroumow)
Serafin, imię świeckie Michaił Mitrofanowicz Ostroumow (ur. 25 października?/6 listopada 1880 w Moskwie, zm. 8 grudnia 1937 w lesie katyńskim) – rosyjski biskup prawosławny, święty nowomęczennik.
Był synem cerkiewnego psalmisty. Ukończył seminarium duchowne w Moskwie, a następnie Moskiewską Akademię Duchowną. W latach 1906–1914 był przełożonym monasteru św. Onufrego w Jabłecznej, przyczyniając się w znaczący sposób do jego rozwoju jako ośrodka kultowego i oświatowego. Następnie przez rok kierował prawosławnym seminarium duchownym w Chełmie; w 1915 razem z całą kadrą placówki udał się na bieżeństwo do Moskwy.
3 kwietnia 1916 został wyświęcony na biskupa bialskiego, wikariusza eparchii chełmskiej. W roku następnym został ordynariuszem eparchii orłowskiej. W latach 1922–1924 więziony za przeciwstawianie się konfiskacie majątku Rosyjskiego Kościoła Prawosławnego. Od 1927 do 1936 był ordynariuszem eparchii smoleńskiej. Bezskutecznie sprzeciwiał się antyreligijnej polityce miejscowych władz radzieckich. W 1936 aresztowany, oskarżony o kierowanie grupą kontrrewolucyjną, został początkowo skazany na karę więzienia. Po wznowieniu śledztwa w roku następnym został skazany na karę śmierci i rozstrzelany, najprawdopodobniej w lesie katyńskim.
W 2001 Rosyjski Kościół Prawosławny uznał go za świętego nowomęczennika.

## Życiorys

### Młodość
Urodził się w rodzinie cerkiewnego psalmisty Mitrofana Ostroumowa. Jego ojciec służył w jednej z parafialnych cerkwi w Moskwie. Ukończył niższą szkołę duchowną przy Monasterze Zaikonospasskim, następnie seminarium duchowne w Moskwie w 1900 i Moskiewską Akademię Duchowną w 1904. 14 września 1904 złożył śluby zakonne przed biskupem dmitrowskim Tryfonem, w monasterze Objawienia Pańskiego w Moskwie.
We wrześniu 1904 został kolejno wyświęcony na hierodiakona, a następnie na hieromnicha. Natychmiast po święceniach udał się do Pustelni Optyńskiej, gdzie pracował w kuchni klasztornej i pełnił funkcje kanonarchy. Następnie wrócił do Moskwy, gdyż został w Moskiewskiej Akademii Duchownej zatrudniony jako p.o. docenta w katedrze teorii i historii homiletyki.

### W monasterze w Jabłecznej

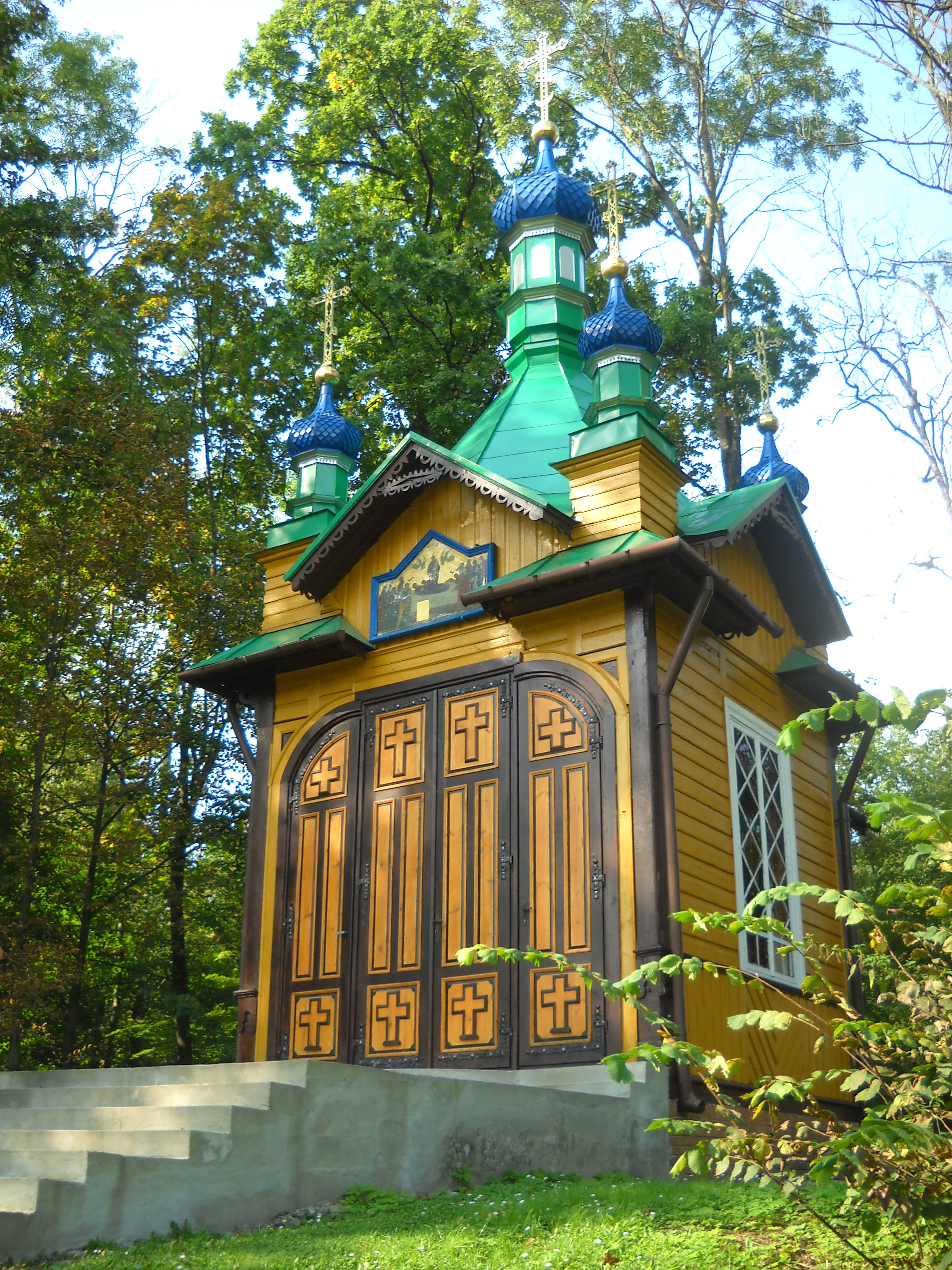
Kaplica Zaśnięcia Matki Bożej w Jabłecznej, wzniesiona pod nadzorem archimandryty Serafina

W 1905 hieromnich Serafin odbył razem z profesorem teologii Michaiłem Tariejewem podróż do monasterów w Wirowie oraz w Leśnej, jak również na Chełmszczyznę. Pod wpływem doświadczeń z podróży postanowił zrezygnować z pracy w Akademii i podjąć służbę duszpasterską w tymże regionie. W 1906, zgodnie z wyrażoną prośbą, został zaliczony w poczet mnichów monasteru św. Onufrego w Jabłecznej. Od września tego roku był zastępcą przełożonego klasztoru. Wspólnie z kierującym wspólnotą archimandrytą Józefem Serafin (Ostroumow) działał na rzecz poprawy sytuacji materialnej wspólnoty i poszerzenia zakresu prowadzonej przez mnichów pracy dobroczynnej oraz oświatowej. Działania te miały związek z zadaniami, jakie wyznaczył monasterowi Świątobliwy Synod Rządzący po wydzieleniu eparchii chełmskiej z eparchii warszawskiej i nadwiślańskiej w 1905. Klasztor miał stać się znaczącym ośrodkiem rusyfikacji i propagowania prawosławia, przeciwdziałając porzucaniu tego wyznania przez byłych unitów chełmskich, którzy po edykcie tolerancyjnym cara Mikołaja II w znacznej liczbie (nawet 200 tys. osób) przeszli na katolicyzm obrządku łacińskiego.
W październiku 1907 hieromnich Serafin został kierownikiem dwuklasowej szkoły parafialnej prowadzonej przy monasterze, jak również nowo otwartych w tym roku kursów nauczycielskich, przygotowujących przyszłych pracowników dydaktycznych dla rocznych szkół działających przy cerkwiach. Inaugurując działalność kursów, duchowny podkreślał, iż placówkom edukacyjnym na Chełmszczyźnie potrzebni są nauczyciele pochodzący z tego samego regionu, gdyż osoby przybyłe z innych części Imperium Rosyjskiego nie rozumieją specyfiki miejscowej kultury. Duchowny z powodzeniem pozyskiwał darczyńców na potrzeby prowadzonych w monasterze remontów i rozbudów. Dzięki jego wysiłkom wspólnotę znacząco wsparł finansowo ks. Nikołaj Kopiew z Moskwy. Jego wkład pozwolił na przebudowę i kapitalny remont głównej klasztornej świątyni – soboru św. Onufrego. Komisją koordynującą remont kierował hieromnich Serafin.
W listopadzie 1907 przełożony monasteru św. Onufrego, archimandryta Józef, został decyzją Synodu przeniesiony do eparchii nowogrodzkiej. 1 grudnia tego samego roku hieromnich Serafin objął obowiązki p.o. przełożonego. Dwa tygodnie później w głosowaniu mnichów został wybrany do pełnienia tejże funkcji na stałe. Po raz pierwszy od kilku dziesięcioleci nowego przełożonego wytypowała sama wspólnota, nie zaś Świątobliwy Synod Rządzący. Organ ten jedynie zatwierdził dokonany wybór w dniu 18 stycznia 1908, zaś 2 lutego tego samego roku hieromnich Serafin otrzymał godność archimandryty.
Jako przełożony klasztoru w Jabłecznej Serafin (Ostroumow) doprowadził do wzniesienia w bezpośrednim sąsiedztwie monasteru kaplicy Zaśnięcia Matki Bożej (poświęconej w sierpniu 1907), jak również sfinalizował prace nad organizacją filialnego skitu Świętych Sergiusza i Hermana nad Jeziorem Białym (otwartego w 1909). Obydwie inwestycje również sfinansował ks. Nikołaj Kopiew. Kolejnym obiektem zbudowanym w monasterze w czasie kierowania nim przez archimandrytę Serafina była kaplica Spotkania Pańskiego wzniesiona nad brzegiem Bugu. Budynek ten został zbudowany za pieniądze ze składek wiernych i poświęcony w 1912. W tym samym roku działalność rozpoczęła druga filia klasztoru – w Dratowie. Archimandryta ubiegał się również o wsparcie finansowe Świątobliwego Synodu Rządzącego na budowę nowej dzwonnicy klasztornej. Środki na ten cel uzyskał dopiero w 1913, jednak z powodu wybuchu I wojny światowej budowa nigdy nie została nawet rozpoczęta. Duchowny był także jednym z inicjatorów wzniesienia cerkwi Opieki Matki Bożej w Sławatyczach w pobliżu Jabłecznej, co nastąpiło w latach 1910–1912.
W okresie sprawowania obowiązków przełożonego monasteru w Jabłecznej przez archimandrytę Serafina mnisi otworzyli dwuklasową szkołę we wsi Otoki, w której naukę pobierało 62 dzieci oraz niższą szkołę jednoklasową w Jabłecznej przeznaczoną dla 60 osób. Odrębną placówką była szkoła rzemiosła, oferująca praktyczne kursy rolnicze, ogrodnicze i sadownicze, weterynaryjne, leśnicze, mleczarskie i pszczelarskie. Klasztor ponownie stał się ważnym ośrodkiem pielgrzymkowym. Mnisi byli również zapraszani do głoszenia kazań w różnych parafiach eparchii chełmskiej lub podejmowali pracę na rzecz propagowania prawosławia w austriackiej Galicji. Odrębne wysiłki archimandryty Serafina dotyczyły dokumentowania historii monasteru w Jabłecznej. Przed I wojną światową duchowny pracował nawet nad pracą badawczą przedstawiającą jego dzieje, jednak jej tekst najprawdopodobniej zaginął w czasie działań wojennych.

### Rektor seminarium duchownego w Chełmie

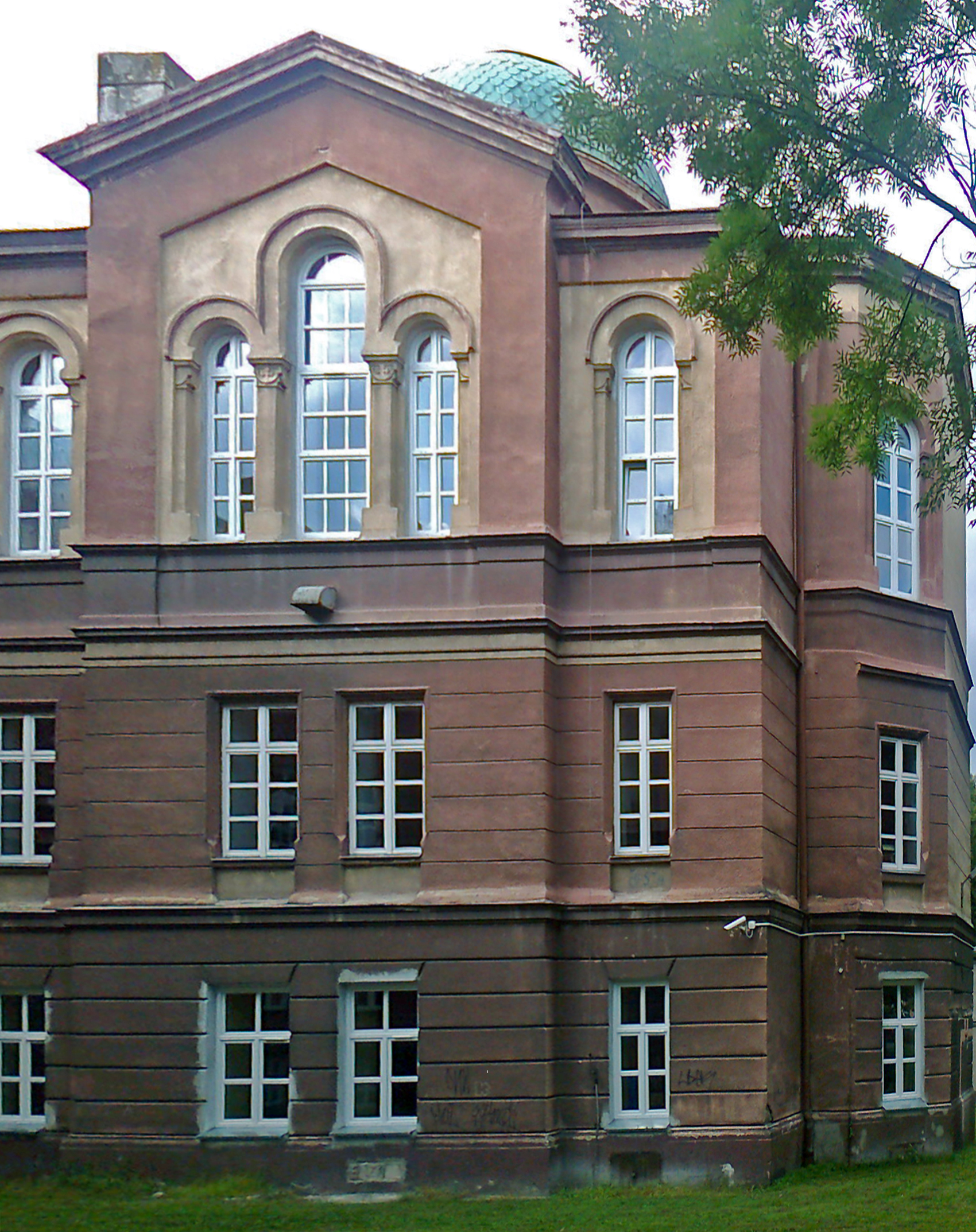
Budynek prawosławnego seminarium duchownego w Chełmie. Serafin (Ostroumow) był jego ostatnim rektorem przed faktycznym ustaniem działalności placówki w 1915

28 stycznia 1914 Świątobliwy Synod Rządzący wyznaczył archimandrytę Serafina na rektora prawosławnego seminarium duchownego w Chełmie. Duchowny zasiadł także w radzie naukowej eparchii chełmskiej i wstąpił do Bractwa Przenajświętszej Bogurodzicy działającego przy administraturze. Brał udział w redagowaniu eparchialnych pism, w tym głównego organu prasowego, Chołmskaja Jeparchialnaja Żizn' i gazety Narodnyj Listok.
W 1915 archimandryta Serafin udał się na bieżeństwo razem ze wszystkimi pracownikami seminarium i innymi duchownymi prawosławnymi z Chełma. Udał się wówczas do Moskwy, gdzie utrzymywał kontakt z uchodźcami z Chełmszczyzny i działał na rzecz poprawy ich sytuacji na wychodźstwie. Rektorem seminarium chełmskiego pozostawał formalnie do 1916.

### Biskup

#### Biskup orłowski
3 kwietnia 1916 miała miejsce jego chirotonia na biskupa bialskiego, wikariusza eparchii chełmskiej. W charakterze konsekratorów w obrzędzie udział wzięli m.in. metropolita moskiewski i kołomieński Makary, arcybiskup grodzieński i brzeski Michał, biskup białostocki Włodzimierz i biskup nowogieorgijewski Joazaf. 21 kwietnia 1916 biskup Serafin został mianowany locum tenens eparchii chełmskiej. W maju 1917 rosyjski Rząd Tymczasowy powierzył mu także obowiązki locum tenens eparchii orłowskiej. 18 sierpnia 1917 został jej ordynariuszem, przy równoczesnym zwolnieniu z poprzednich funkcji. W eparchii orłowskiej szczególnie interesował się działalnością seminarium duchownego w Orle, szkoły eparchialnej, cerkiewnych pism i monasterów. Został członkiem honorowym Orłowskiego Towarzystwa Cerkiewno-Historycznego. Gdy władze radzieckie zabroniły prowadzenia szkół cerkiewnych, organizował nielegalne lekcje religii. Wielokrotnie występował z kazaniami i organizował procesje. Uczestniczył w pracach Soboru Lokalnego Rosyjskiego Kościoła Prawosławnego w latach 1917–1918.
W czasie pracy duszpasterskiej w Orle biskup Serafin dwukrotnie był poddawany bezpośrednim represjom. 14 marca 1918 został osadzony w areszcie domowym bez prawa korespondencji, był dwukrotnie przesłuchiwany. 6 lipca tego samego roku Czeka rozpędziła zebranie eparchialne w domu biskupim w Orle, a w samym budynku przeprowadziła przeszukanie. W 1922 biskup Serafin został aresztowany pod zarzutem czynnego sprzeciwiania się akcji konfiskaty kosztowności cerkiewnych i w czerwcu tego samego roku skazany na siedem lat więzienia w pełnej izolacji na podstawie sfingowanych oskarżeń. Wyrok został następnie złagodzony do półtora roku. Ostatecznie został zwolniony z więzienia po roku i dziesięciu miesiącach, po czym wrócił do Orła. Według innych źródeł do czynnej działalności duszpasterskiej wrócił dopiero w 1926.
29 maja 1924 został podniesiony do godności arcybiskupiej. Po powrocie do Orła podjął zdecydowaną walkę z Żywą Cerkwią. W grudniu 1926 został aresztowany po raz kolejny i zmuszony do wyjazdu z miasta.

#### Biskup smoleński, aresztowanie i śmierć
1 listopada 1927 objął katedrę smoleńską. Zamieszkał w Smoleńsku, nie mógł jednak służyć w katedralnym soborze Zaśnięcia Matki Bożej, został on bowiem przekazany Żywej Cerkwi. Funkcje soboru katedralnego przejęła zatem tymczasowo cerkiew św. Mikołaja w Smoleńsku, zaś w 1929, gdy świątynia ta została zamknięta (razem z kilkunastoma innymi prawosławnymi placówkami duszpasterskimi) – cerkiew Świętych Piotra i Pawła. Arcybiskup Serafin starał się przeciwstawiać antyreligijnej polityce władz radzieckich, nie miał jednak ku temu realnych możliwości. W 1931 w parafiach eparchii smoleńskiej przeprowadzona została konfiskata szat liturgicznych, w 1935 – konfiskata dzwonów cerkiewnych, zaś w 1936 cerkiew Świętych Piotra i Pawła została odebrana wiernym i zaadaptowana na archiwum.
11 listopada tego samego roku doszło do kolejnego aresztowania arcybiskupa Serafina, który został oskarżony o prowadzenie agitacji antyradzieckiej. Duchowny miał kierować kontrrewolucyjnym ugrupowaniem złożonym z prawosławnych kapłanów, a w swoich kazaniach zapowiadać rychły upadek komunizmu; ponadto hierarsze zarzucono zachęcanie innych duchownych do podejmowania starań o otwieranie zamkniętych cerkwi. Razem z Serafinem sądzonych było ośmiu innych kapłanów prawosławnych. Wszyscy podsądni nie przyznali się do winy. Wszystkim wymierzono karę pięciu lat więzienia i skierowano do obozu w Karagandzie.
W listopadzie 1937, tj. pół roku od przewiezienia do miejsca odbywania kary, sprawa arcybiskupa Serafina została wznowiona, oficjalnie z powodu ujawnienia nowych istotnych dla niej okoliczności. W powtórnym procesie hierarcha został skazany przez trójkę NKWD na karę śmierci przez rozstrzelanie. Jego egzekucja odbyła się najprawdopodobniej w lesie katyńskim 8 grudnia 1937.

## Kanonizacja i upamiętnienie
21 listopada 1958 Prezydium Smoleńskiego Sądu Okręgowego pośmiertnie zrehabilitowało Serafina (Ostroumowa). Decyzja ta została potwierdzona przez prokuraturę smoleńską 21 lipca 1989.
Arcybiskup smoleński został 17 lipca 2001 kanonizowany jako jeden z Soboru Świętych Nowomęczenników i Wyznawców Rosyjskich. Jako dzień wspomnienia, obok daty ogólnego wspomnienia soboru, wyznaczono rocznicę śmierci.
Jego pamięci poświęcona jest wystawa w podziemiach cerkwi Zmartwychwstania Pańskiego w Katyniu, poświęconej w 2012. Kult Serafina pojawił się również na początku XXI w. w diecezji lubelsko-chełmskiej Polskiego Autokefalicznego Kościoła Prawosławnego, w miejscach, gdzie duchowny służył sto lat wcześniej. W 2014 arcybiskup lubelski i chełmski Abel erygował w Białej Podlaskiej parafię pod jego wezwaniem.